# El Dorado (album)
El Dorado utkom den 26 maj 2017 på Sony Music Latin och är Shakiras elfte studioalbum.
Den första singeln från skivan var Chantaje, en duett med den colombianska sångerskan Maluma. Singeln, som kom ut den 28 oktober 2016, nästan sju månader innan själva albumet, blev en stor framgång och hade då skivan gavs ut mer än 1,2 miljarder visningar på Youtube.
Även albumets andra singel kom ut i förtid. Den 7 april 2017 gavs Me Enamoré ut. Shakiras make, fotbollsspelaren Gerard Piqué, figurerar i musikvideon.
Den 15 september 2017 släpptes skivans tredje singel, Perro Fiel, ett samarbete med den puertoricanske sångaren Nicky Jam. Samma dag publicerades också en officiell musikvideo för samma låt.

## Låtförteckning
1. "Me Enamoré" – 3:46
2. "Nada" – 3:10
3. "Chantaje" (feat. Maluma) – 3:15
4. "When a Woman" – 3:18
5. "Amarillo" – 3:40
6. "Perro Fiel" (feat. Nicky Jam) – 3:16
7. "Trap" (feat. Maluma) – 3:20
8. "Comme moi" – 3:09
9. "Coconut Tree" – 3:50
10. "La Bicicleta" – 3:48
11. "Deja vu" – 3:16
12. "What We Said (Comme moi)" (feat. MAGIC!, engelsk version) – 3:00
13. "Toneladas" – 3:09